# 下洪君駅
下洪君駅（ハホングンえき、朝鮮語: 하홍군역）は、朝鮮民主主義人民共和国咸鏡南道虚川郡にある駅で、虚川線に属する。 

## 隣の駅
虚川線
長坡駅 - 下洪君駅 - 洪君駅